# Frédéric Dupetit-Méré
Frédéric Dupetit-Méré (París, 10 de septiembre de 1785 - París, 4 de julio de 1827) fue un escritor francés.
Colaboró con otros autores, como Victor Henri Joseph Brahain Ducange, Michel-Nicolas Balisson de Rougemont o Nicolas Brazier. Escribió una gran cantidad de obras de teatro: históricas, melodramas heroicos, vaudevilles y féeries; la mayor parte de ellas publicadas bajo el nombre de «Frédéric».